# Marquage au fer
Ne doit pas être confondu avec Pyrogravure.

Marquage au fer d'un cheval mongol, effectué sur la cuisse gauche.

Le marquage au fer est une pratique consistant à appliquer sur une partie du corps humain ou animal un objet fortement chauffé afin d'y laisser une marque de brûlure, avec une forme particulière et durable, voire définitive.

## Chez les animaux domestiques

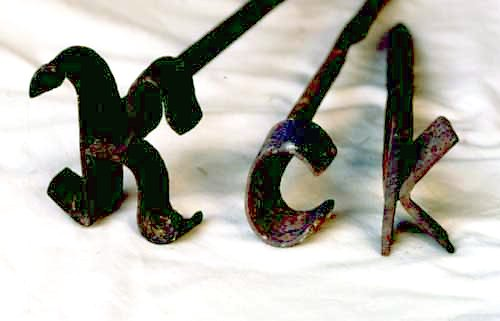
Marques en fer.

### Origines
À l'origine, tout objet chaud ou brûlant, comme un tison ou un bâton, était utilisé pour marquer un animal. Avec l'essor de l'élevage en Europe au Moyen Âge, le marquage au fer rouge se développe pour identifier le propriétaire des animaux à peaux épaisses comme les vaches ou les chevaux.
Dans l'ouest américain, le marquage au fer se développe avec les cow-boys. L'outil utilisé est composé d'une tige de fer avec à son bout la marque du propriétaire du ranch. Cette marque unique sur les animaux permettait dans l'ouest américain un mélange des troupeaux lors des convoyages, sans risques de pertes lors de leur séparation.

### De nos jours

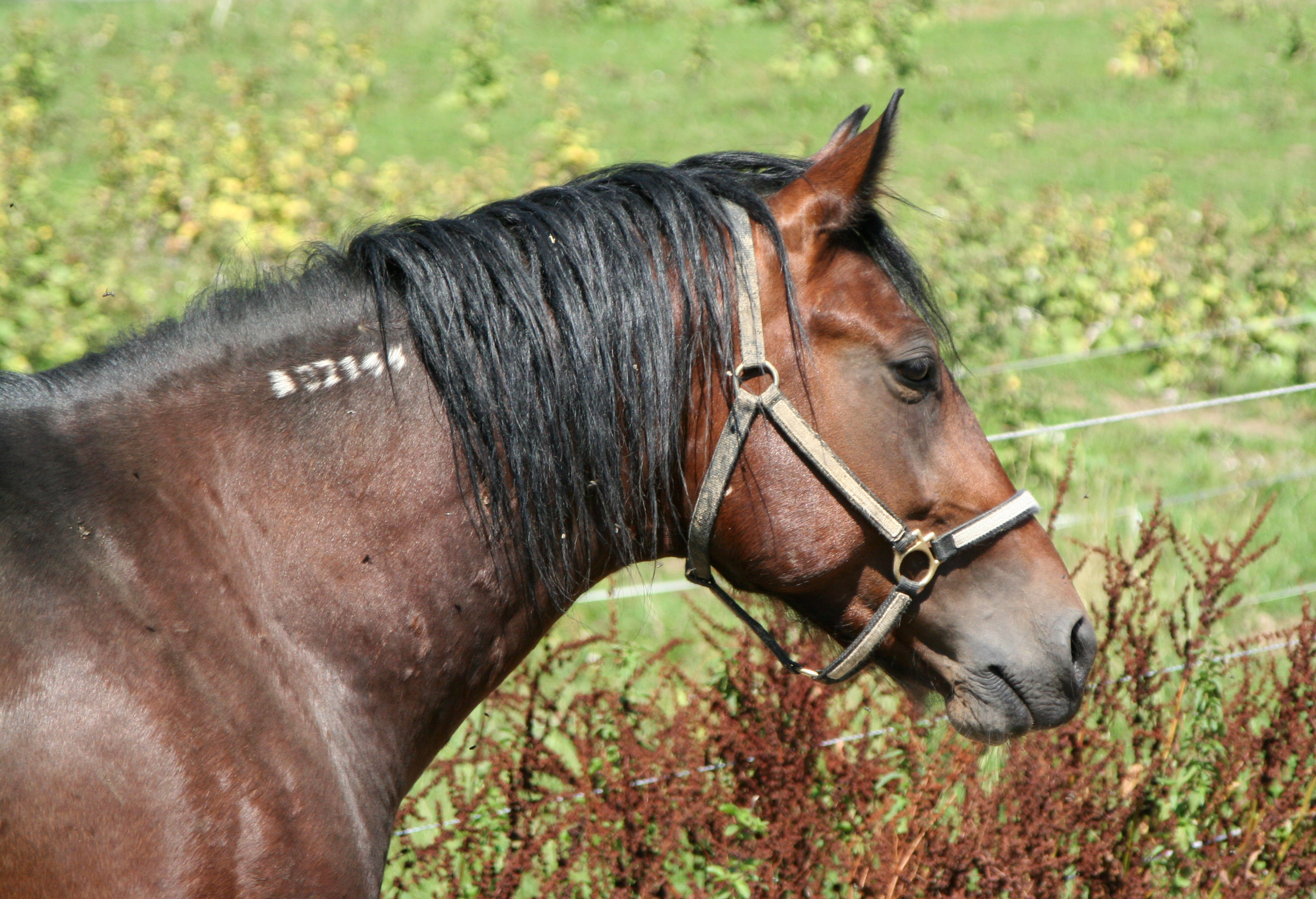
Cheval marqué à l'azote liquide.

Le marquage au fer est moins commun que dans le passé. Cependant, le marquage a toujours des utilisations. En France et en Allemagne, le but principal est le marketing, et la promotion des animaux ainsi identifiés. Le but d'identification, prouver la propriété des animaux perdus ou volés, est devenu caduc avec la généralisation de la puce électronique. D'après une étude de l'université de Göttingen, les acheteurs sont prêts à payer environ 12 % plus cher pour un cheval marqué.
Aujourd'hui, le marquage à froid est également employé. Ceci implique de plonger le fer dans l'azote liquide à −195,79 °C (les chevaux sont sous sédatif), créant une « marque de brûlure » (semblable à celle créée par une marque chaude). Là se forme une pigmentation de couleur et les racines du poil sont détruites. L'avantage de l'azote est que les poils repoussent blanc, tandis qu'au fer rouge, les poils ne repoussent pas. Une marque faite à l'azote se voit beaucoup plus. Le Quarter Horse et le Paint sont marqués de cette façon.
En France, le marquage au fer était obligatoire pour les chevaux sortant en compétition d'élevage (cycles classiques) jusqu'en 2005. Dans l'armée, une marque à l'encolure caractérisait les chevaux prématurément réformés. En Camargue, le marquage au fer (appelé ferrade) est toujours utilisé pour identifier les bêtes des manades.
Plusieurs États de l'ouest des États-Unis ont des lois strictes concernant les marques au fer, y compris l'enregistrement de marque et les inspections exigées. Dans beaucoup de cas, une marque sur un animal est considérée à première vue comme une preuve de propriété.
Dans de nombreux pays, le marquage au fer a été remplacé par des étiquettes (boucles) fixées aux oreilles ou encore l'implantation de puces électroniques individualisées.

### Controverses et puce électronique
Le marquage au fer sur les animaux est parfois critiqué comme acte de cruauté, relevant d'un cas typique de « souffrance infligée au nom de la tradition et du marketing », d'autant plus qu'il tend à être remplacé par des puces RFID.
Chez le cheval, dont la sensibilité à la douleur a été longtemps niée, le marquage au fer rouge entraîne une exposition de la peau à une chaleur de 700 degrés. Les études vétérinaires révèlent que le cheval marqué au fer garde une température corporelle plus élevée de 4 °C le jour de son marquage, et de 2 à 4 °C les six jours suivants. La partie du corps qui a été marquée présente les lésions typiques d'une brûlure au troisième degré, avec des chairs nécrosées. De nombreuses oppositions au marquage des animaux au fer ont lieu dans toute l'Europe.
En France, la pratique a cessé chez les races selle français et Anglo-arabe à la suite de l'utilisation de la puce électronique d'identification, mais elle perdure pour la race Camargue.
En Allemagne, une campagne anti-marquage a failli aboutir à son interdiction chez la race du Hanovrien, mais la fédération équestre allemande est parvenue à rassembler une pétition pour la faire conserver.
L'utilisation du marquage au fer pour identifier les animaux et les prémunir contre le vol est considérée comme peu fiable : selon la chercheuse Manuela Wulf, 60 % des identifications individuelles de chevaux par un comité d'experts échouent avec le marquage au fer, tandis que la lecture d'une puce électronique est fiable à presque 100 %.

## Chez l'humain

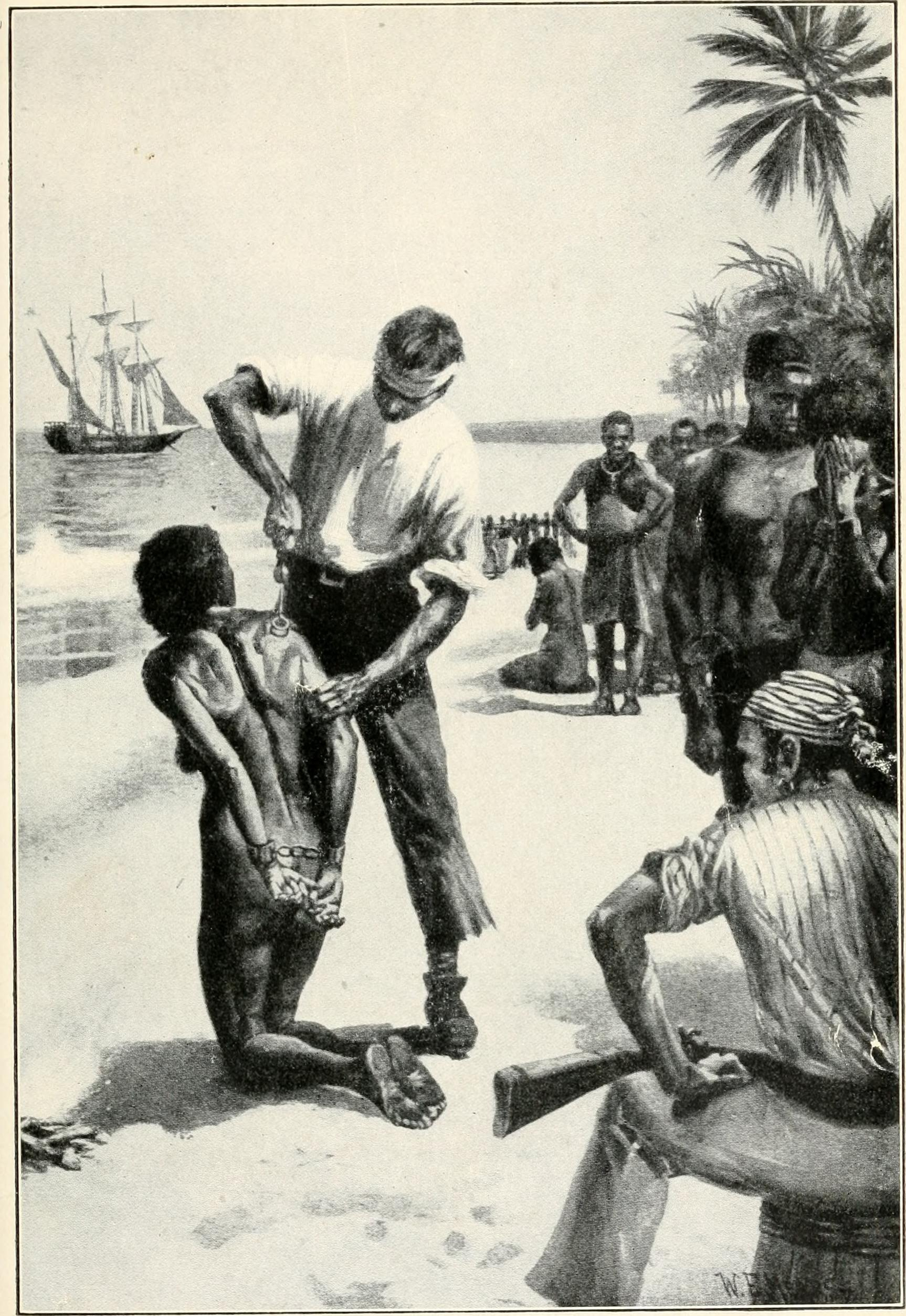
Marquage au fer d'une esclave.

### Origine
Le marquage au fer des hommes se pratique dans les contextes de l'esclavage, de la torture et l'emprisonnement, et de certains groupes humains. Généralement considérée comme barbare en raison de l'intense douleur provoquée et surtout de son caractère indélébile, la pratique fut progressivement interdite lorsqu'elle n'est pas strictement volontaire (ce qui peut être le cas dans certaines pratiques de modification corporelle volontaire ou dans un contexte BDSM).
Dans le cadre de la traite des Noirs, l'esclave était marqué par un signe désignant son propriétaire. L'esclave pouvait alors avoir autant de marques que de propriétaires successifs. En France, le Code noir le réserve aux esclaves fugitifs ou punis pour vol.

### Marquage en France, sous l'Ancien Régime et auXIXesiècle

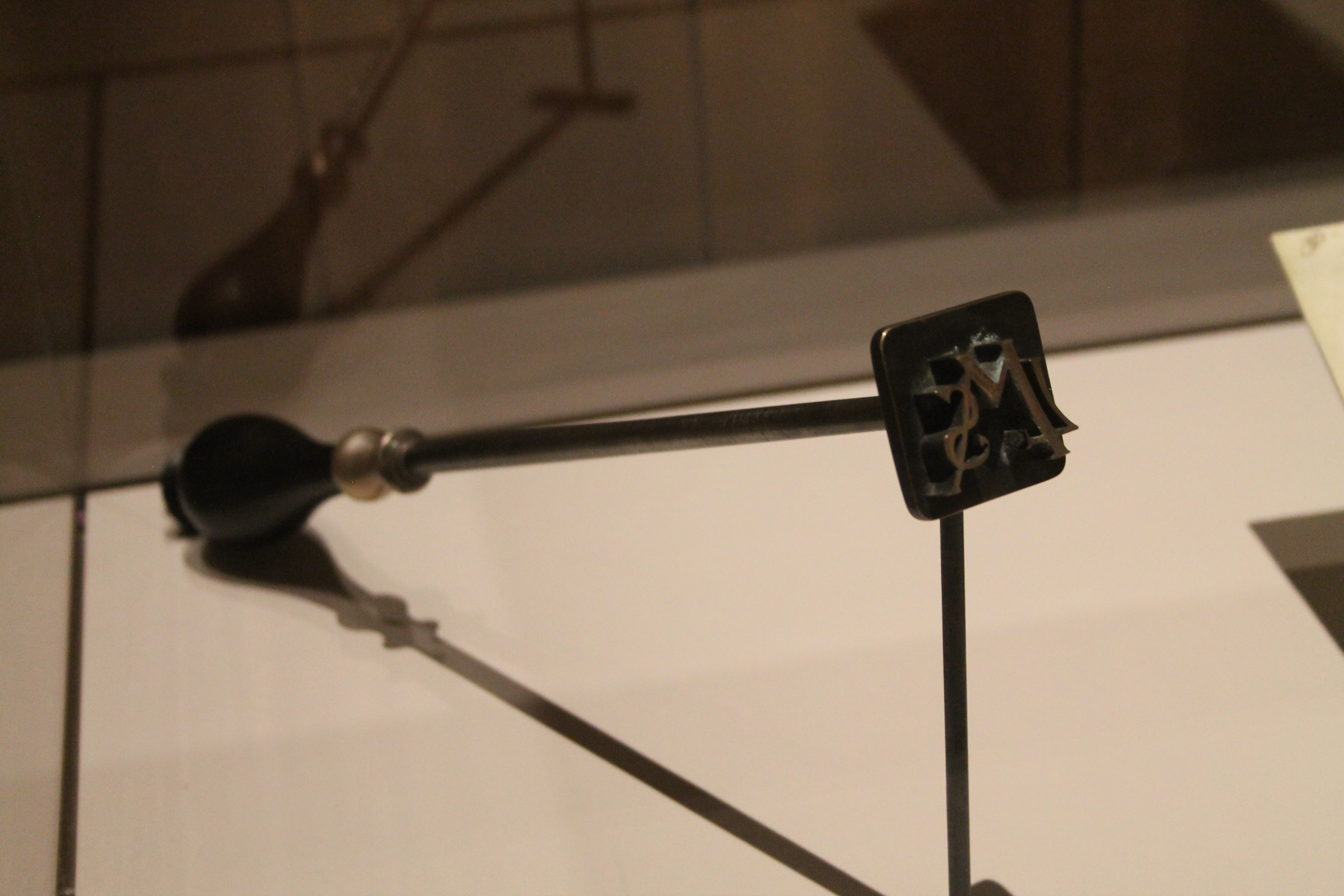
Fer d'étampage à esclave, musée d'histoire de Nantes.

La flétrissure était une peine afflictive et infamante de l’Ancien Régime, consistant à marquer une fleur de lys au fer rouge sur le condamné à certaines peines de bannissement. Le « Code Noir » de 1685, réglementant l'esclavage, instaurait cette même marque comme châtiment envers les esclaves fugitifs ou punis pour vol. En 1724, le marquage des prisonniers de droit commun évolue : au lieu d'une fleur de lys, on brûle sur la peau une lettre correspondant au crime pour lequel le prisonnier a été condamné (V pour voleur, M pour un mendiant récidiviste et GAL pour ceux condamnés aux galères) . Ce système était utilisé ailleurs, par exemple dans les prisons militaires canadiennes : D pour la désertion, et BC (Bad Character) pour les individus mal considérés par la hiérarchie; la plupart des hommes marqués étaient envoyés dans des colonies éloignées.
Le marquage combine ainsi la douleur physique de la brûlure à l'humiliation, le condamné étant reconnu par tout un chacun (la marque est gravée sur une partie visible du corps). Elle vaut ainsi comme une sorte de casier judiciaire indélébile.
En 1810, le Code Pénal prévoyait le marquage sur l'épaule droite du condamné d'un signe distinctif de sa faute : T pour les travaux forcés, TP pour les travaux à perpétuité et F pour les faussaires. Cette pratique a été abolie par la loi du 28 avril 1832.

### Marquage volontaire

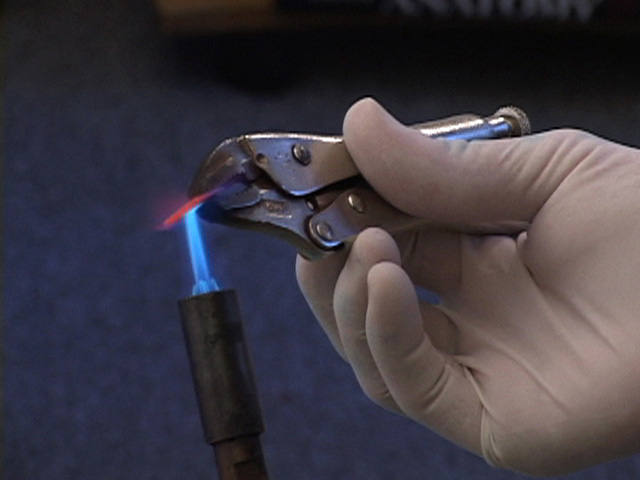
Toronto, Ontario. Modern strike branding, 2005.

Par « marquage volontaire », on regroupe ici les pratiques ne relevant ni du droit pénal, ni de l'esclavage. Outre son usage à titre de rite d'initiation chez certains gangs de rue ou de fraternité (dont le caractère volontaire peut d'ailleurs être discuté, en raison de la forte pression sociale induite), cette pratique en particulier chez certains adeptes de modifications corporelles comme le tatouage ou la scarification. Elle est alors désignée sous le nom anglais de branding (le chanteur du groupe Deicide, Glen Benton, arbore ainsi une croix renversée sur le front). On la pratique également dans certains milieux BDSM, ce que décrit par exemple Eva Delambre dans son roman Marquée au fer, qui s'essaie à en explorer le mécanisme psychologique tout en décrivant la douleur provoquée.
Dans des cas extrêmement rares, le branding a été utilisé comme méthode d'activisme politique. En France, certains membres du groupe anti-spéciste 269 Life France ont ainsi organisé dans la rue, à Paris, plusieurs marquages au fer rouge sur certains de leurs membres volontaires, en signe de protestation contre la consommation de viande.

### Dans la fiction
Milady de Winter, personnage de fiction, agent du cardinal de Richelieu dans le roman Les Trois Mousquetaires d'Alexandre Dumas, est marquée d'une fleur de lys, signifiant qu'elle fut voleuse et ainsi condamnée à la peine capitale.
Dans Batman V Superman, le Chevalier Noir marque ses proies au fer rouge.